# Norman Schwarzkopf
El General Herbert Norman "Stormin' Norman" Schwarzkopf KCB, (22 de agosto de 1934 - 27 de diciembre de 2012) fue un general del Ejército de los Estados Unidos que, mientras servía como Comandante en Jefe del Mando Central de los Estados Unidos, fue comandante de las fuerzas de la Coalición en la Guerra del Golfo de 1991.

## Primeros años
Schwarzkopf nació en Trenton, Nueva Jersey, hijo de Herbert Norman Schwarzkopf, por aquel entonces superintendente de la Policía del Estado de Nueva Jersey. Su conexión con el Golfo Pérsico se inició muy pronto. En 1946 a la edad de 12 años, él y el resto de su familia se desplazaron a vivir con el padre, destinado en Teherán, donde sería elemento instrumental de la Operación Ajax. El joven Norman asistió a la Community High School de Teherán, más tarde a la Escuela Internacional de Ginebra y también a la Academia Militar de Valley Forge.

## Educación formal
Tras asistir a dicha academia, Schwarzkopf se inscribió en la academia militar de West Point, de la que se graduó en 1956 siendo el número 42 de su promoción, y con un título de graduado en ingeniería mecánica. Mientras estaba en West Point participó en los equipos de fútbol americano y lucha libre de la academia, así como en el coro de la capilla. Posteriormente asistió a la Universidad del Sur de California, en la que cursó la licenciatura en ingeniería mecánica en 1964. Su campo de estudio fue la ingeniería de misiles guiados, un programa que la USC desarrolló en colaboración con el ejército combinando ingeniería mecánica y aeronáutica.

## Carrera militar
Tras graduarse en West Point y recibir el rango de oficial como teniente segundo de infantería, su primer destino fue como jefe de pelotón y Segundo Comandante del 2.º grupo de batalla aerotransportado en Fort Benning, Georgia, una unidad de entrenamiento y formación. En ella recibió entrenamiento avanzado en infantería y operaciones aerotransportadas. Posteriormente fue destinado a la 101.ª División Aerotransportada, en Kentucky, y a la 6.ª División de Infantería en Alemania Occidental. Fue ayudante de campo del Mando de Berlín en 1960 y 1961, hasta justo una semana antes de que se erigiera el Muro. En 1965 volvió a West Point como profesor de ingeniería.

### Servicio en Vietnam
Con el crecimiento de la intervención americana en la guerra de Vietnam, en 1965 Schwarzkopf se presentó voluntario a servir como asesor militar de las fuerzas de Vietnam del Sur. Su solicitud fue aceptada, y durante el año siguiente prestó servicio como asesor de una división aerotransportada. Recibió el ascenso a mayor, y tras finalizar su turno de servicio de un año volvió a West Point como profesor durante dos años más.
En 1968 recibió el ascenso a teniente coronel y se casó con Brenda. Durante su servicio en Vietnam ganó tres veces la Estrella de Plata, así como la Estrella de Bronce y el Corazón Púrpura, cimentando su fama de jefe duro, pero preocupado por el bienestar y la seguridad de sus hombres.

### Ascenso al generalato

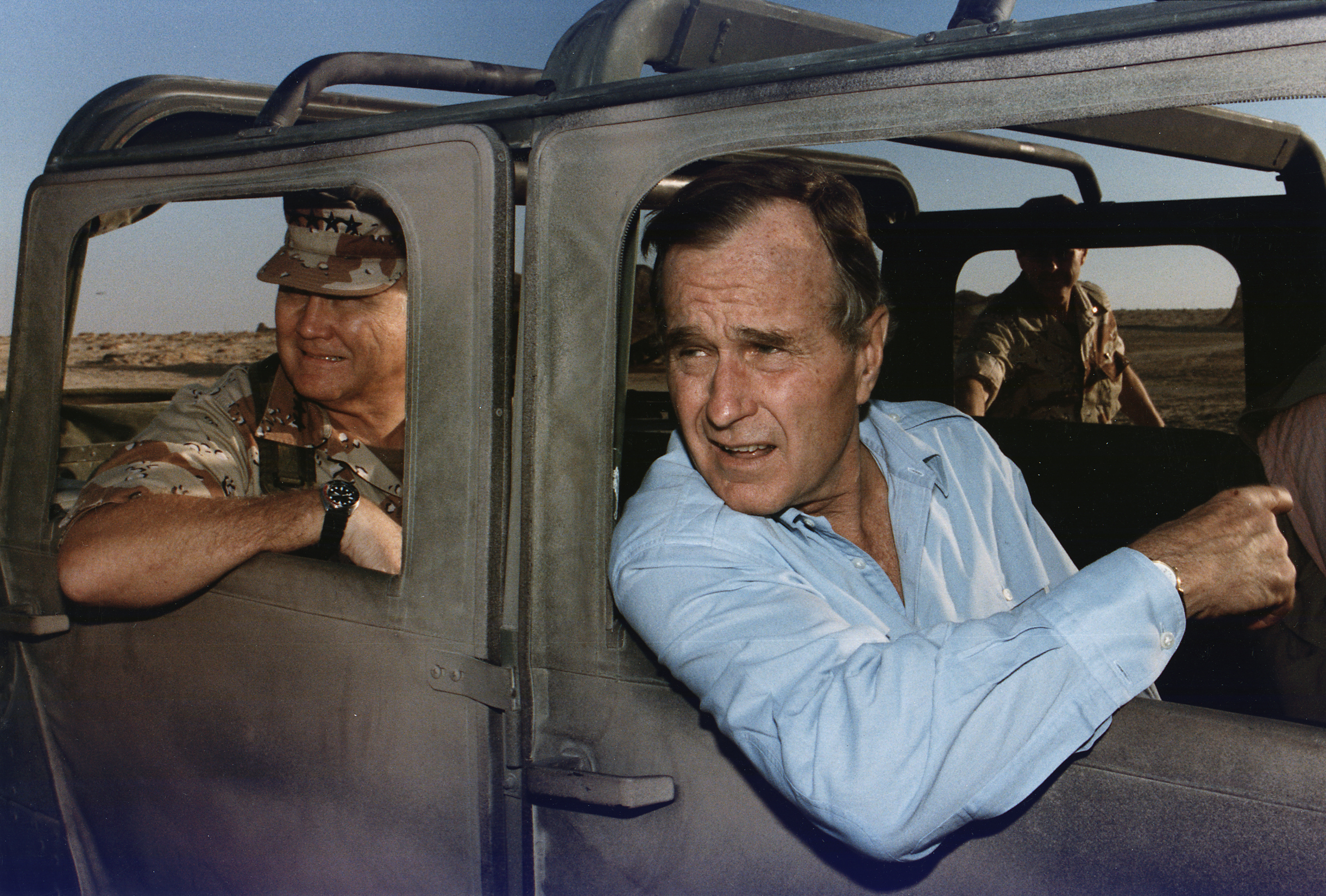
El general Schwarzkopf, Jr. y el presidente George H. W. Bush visitan a las tropas de EE. UU. en Arabia Saudita el Día de Acción de Gracias de 1990.

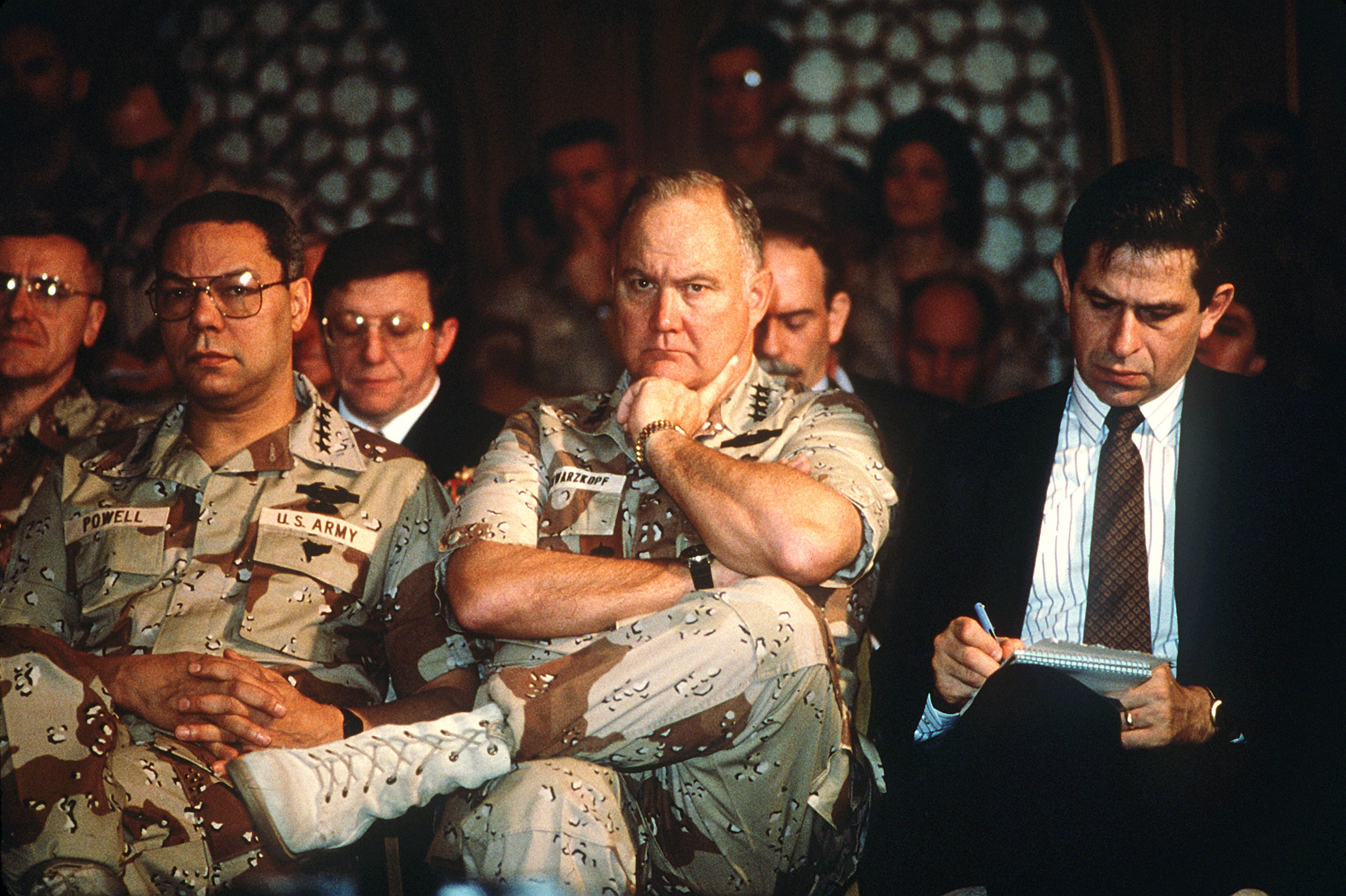
Gen. Schwarzkopf, Gen. Colin Powell (izquierda) y Paul Wolfowitz (derecha) escuchan al Secretario de Defensa Dick Cheney en una conferencia de prensa en Arabia Saudita, en febrero de 1991, durante la Guerra del Golfo.

Durante la década de los 70, Schwarzkopf asistió al Colegio de Guerra del US Army en Carlisle Barracks, Pensilvania, y se sometió a una operación quirúrgica para corregir un defecto congénito de espalda. Fue asignado al Estado Mayor General del Ejército en El Pentágono, y posteriormente sirvió como comandante adjunto de las fuerzas norteamericanas en Alaska, bajo el mando del brigadier general Willard Latham, así como comandante de brigada en Fort Lewis, Washington.
Cuando fue a su vez ascendido a brigadier general se le asignó el puesto de oficial de Políticas y Planificación en el Mando del Pacífico de los EE. UU.. Posteriormente se trasladó a Maguncia, en Alemania, como Comandante Ayudante de la 8.ª división mecanizada estacionada en Maguncia, Alemania Occidental.

### Invasión de Granada
En 1982 fue ascendido a mayor general y recibió el mando de la 24.ª división de infantería en Fort Stewart, Georgia. Un año después se produjo el golpe de Estado en Granada, y cuando se inició la planificación de la operación militar de respuesta por parte de los EE. UU., Schwarzkopf recibió el mando de las fuerzas terrestres, y posteriormente el de comandante adjunto de la Fuerza de Tareas Conjunta. La invasión y posterior pacificación de la isla fue más compleja de lo previsto, pero el golpe fue finalmente sofocado.
En 1984 Schwarzkopf volvió al Pentágono como asistente del teniente general Carl E. Vuono, Jefe adjunto del Estado Mayor  para Operaciones. En 1986 Schwarzkopf fue a su vez ascendido a teniente general y nombrado comandante general del I Cuerpo de los EE. UU., con base en Fort Lewis. Tras un año en el cargo, se ordenó su regreso a Washington para servir de nuevo como asistente de Vuono, recién ascendido a General y puesto al mando del Mando de Entrenamiento y Doctrina, para asumir más adelante la función de Vuono, jefe adjunto del Estado Mayor para Operaciones.

### La Guerra del Golfo
En 1988 recibió el ascenso a general y el puesto de comandante en jefe del Mando Central de los EE. UU. en la base de la Fuerza Aérea en MacDill, cerca de Tampa, Florida. El Mando Central es responsable de las operaciones en el Cuerno de África, Oriente Medio y el subcontinente indio, de modo que Schwarzkopf fue el responsable de los planes, entre otros, para la defensa de los campos petrolíferos del Golfo Pérsico contra una hipotética invasión por parte de Irak. Esos planes fueron la base de las maniobras USCENTCOM de 1990. Unos meses después, cuando Irak invadió Kuwait, la planificación previa se puso en ejecución y sirvió de base a las operaciones Escudo del Desierto (con el objetivo de impedir posteriores ofensivas iraquíes) y Tormenta del Desierto (con el objetivo de liberar Kuwait).
El plan de operaciones (escrito en cooperación con su comandante adjunto, el teniente general Cal Waller, y otros miembros de su Estado Mayor) estableció una maniobra de flanqueo por la izquierda, a través del desierto, entrando en el territorio de Irak con el fin de cortar las vías de suministro hacia las fuerzas que ocupaban Kuwait. A esta maniobra se le atribuye frecuentemente el mérito de haber forzado el fin de la guerra en sólo cuatro días, al hacer insostenible la ocupación iraquí de Kuwait. Durante la ejecución del ataque, Schwarzkopf recibió el mote de "Stormin' Norman" (Asaltante Norman), ya que se hizo muy visible en conferencias de prensa explicando el transcurso de la batalla. Tras la guerra, recibió el título honorífico de soldado de primera clase de la Legión extranjera francesa, el primer y único norteamericano en lograr tal distinción.

## Retiro
Schwarzkopf se retiró del servicio activo en agosto de 1991, y poco después escribió una autobiografía, It Doesn't Take a Hero (no hace falta un héroe), publicada en 1992. Tras el fin de la Guerra del Golfo se especuló con que pudiera iniciar una carrera política, pero no se dio el caso. Una vez retirado, Schwarzkopf trabajó como analista militar, especialmente durante la Invasión de Irak de 2003. Fue un activo promotor de la investigación y publicidad sobre el cáncer de próstata, que él mismo sufrió (se le diagnosticó en 1993) y del que fue tratado con éxito. Fue también miembro honorario del consejo de administración de la Multiple Myeloma Research Foundation.
Murió en Tampa, Florida, a causa de complicaciones de una neumonía.